# Уолст, Мэтт
Мэтт Уолст, полное имя Мэттью Джин Пол Уолст (англ. Matthew Jean Paul Walst, род. 28 декабря 1982, Норвуд, Онтарио, Канада) — вокалист и гитарист, известный по участию в рок-группах My Darkest Days и Three Days Grace.

## Биография
Мэтт родился в Норвуде, провинция Онтарио, Канада, 28 декабря 1982 года. Мэтт — младший брат известного канадского бас-гитариста Брэда Уолста.
В 2005 году создал свою группу под названием My Darkest Days, в которой играл на гитаре, а также писал и исполнял песни. Коллектив выступал в стиле пост-гранж, ориентируясь на творчество Nirvana, A Perfect Circle и Nickelback. В 2009 году вышел первый сингл «Porn Star Dancing», а в 2010 году — одноимённый дебютный альбом My Darkest Days. Пластинка стала популярной, приблизившись к десятке лучших альбомов в хит-парадах США и Канады. В 2012 году вышел очередной сингл «Casual Sex», а вслед за ним второй альбом Sick and Twisted Affair.
В 2013 году группу My Darkest Days покинул гитарист Сэл Коста. Мэтт Уолст был представлен в качестве сессионного вокалиста группы Three Days Grace, сооснователем которой был его старший брат Брэд Уолст. Он заменил фронтмена Адама Гонтье, покинувшего группу незадолго до тура в поддержку альбома Transit of Venus первоначально сославшись на проблемы со здоровьем, однако позже причиной ухода он назвал творческие разногласия, а также неудовлетворенность альбомом 2012 года и нежелание играть песни из него. 28 марта 2014 года Мэтт Уолст стал официальным вокалистом Three Days Grace, а My Darkest Days фактически прекратила существование на неопределённый срок.
С Мэттом Уолстом в составе Three Days Grace выпустили несколько синглов, возглавивших чарты Billboard Mainstream Rock, а также студийные альбомы Human (2015), Outsider (2018) и Explosions (2022).